# Jürgen Kramny
Jürgen Kramny (* 18. Oktober 1971 in Stuttgart) ist ein ehemaliger deutscher Fußballspieler und heutiger -trainer.

## Karriere

### Spielerkarriere
Kramny, der im Stuttgarter Stadtbezirk Bad Cannstatt geboren wurde, begann seine Fußballkarriere als Jugendlicher bei der Spvgg 07 Ludwigsburg und wurde Mitte der 1980er Jahre zum VfB Stuttgart geholt. Ab der Saison 1990/91 gehörte er dem Profikader des VfB an, kam dort jedoch nur unregelmäßig (14 Spiele) in der Bundesliga zum Einsatz. 1992 wechselte Kramny als Deutscher Meister zum Ligakonkurrenten 1. FC Nürnberg, der ihn zunächst auf Leihbasis verpflichtete. Dort überzeugte er im Abstiegskampf und bestritt bis zum Sommer 1993 28 Ligaspiele. Gemeinsam mit dem Rückkehrer André Golke wechselte er anschließend fest von den Schwaben zum FCN, bei dem er einen Zweijahresvertrag unterzeichnete. Im Sommer 1994 stieg er mit dem Klub in die 2. Bundesliga ab; auch dort kämpfte er gegen den Abstieg.
Nach Auslaufen seines Vertrages wechselte Kramny im Sommer 1995 zum 1. FC Saarbrücken, der ihn als Nachfolger für den von Arminia Bielefeld verpflichteten Jörg Reeb holte. Trotz des Lizenzentzugs für den Klub blieb er beim FCS, für den er zwei Spielzeiten in der Regionalliga West/Südwest antrat.
Im Juni 1997 unterschrieb Kramny einen Vertrag beim damaligen Zweitligisten 1. FSV Mainz 05, obwohl er bei den Konkurrenten SG Wattenscheid 09 und FC St. Pauli ebenfalls schon in fortgeschrittenen Verhandlungen gestanden hatte. Zwar war sein Fürsprecher, Trainer Reinhard Saftig, bereits im August des Jahres beurlaubt worden, dennoch etablierte sich Kramny als Stammspieler und war unter den Trainern im Saisonverlauf – Manfred Lorenz, Dietmar Constantini und Wolfgang Frank – eine feste Größe. In den folgenden Jahren stand er mit dem Klub in der Regel im mittleren Tabellenbereich. Im Frühjahr 2001 trennte sich der im Abstiegskampf befindliche Klub von Trainer Eckhard Krautzun und installierte als Nachfolger den verletzten Abwehrspieler Jürgen Klopp. Unter dessen Leitung gelang der Klassenerhalt. In der Spielzeit 2003/04 trug Kramny mit drei Toren in 29 Ligaspielen zum Aufstieg in die Bundesliga bei, in der anschließenden Bundesligasaison lief er in 21 Spielen für den Verein auf. Anschließend verließ er nach acht Spielzeiten den Klub.
Zwar war Kramny im Sommer 2005 nach Auslaufen seines Vertrags in Mainz der Posten des A-Junioren-Trainers angeboten worden, er wechselte zunächst jedoch zum SV Darmstadt 98. Nach einem halben Jahr kam er zu den 05ern zurück, die ihn in der Oberligamannschaft einsetzten. 2006 trat er schließlich den Trainerposten bei der A-Jugend an.
Von 1986 bis 1990 spielte er 31-mal für deutsche Jugend-Fußballnationalmannschaften.

### Trainerkarriere
Zu Beginn der Saison 2008/09 wurde Kramny unter Jørn Andersen Co-Trainer beim 1. FSV Mainz 05, jedoch trotz des erfolgreichen Wiederaufstiegs in die Bundesliga bei dessen Demission wegen interner Unstimmigkeiten vor Beginn der Bundesligasaison mitentlassen.
Zur Saison 2010/11 kehrte Kramny als Trainer der U-19-Mannschaft zum VfB Stuttgart zurück. Am 13. Oktober 2010 wurde er nach der Entlassung von Christian Gross der Co-Trainer der Bundesligamannschaft des neuen Cheftrainers Jens Keller. Nach der Freistellung von Keller übernahm Kramny am 12. Dezember 2010 wieder den Trainerposten bei der A-Jugend des VfB. Zur Saison 2011/12 wurde er neuer Trainer der in der professionellen 3. Liga antretenden zweiten Mannschaft des VfB Stuttgart. Sein Vertrag lief bis 2017.
Am 24. November 2015 übernahm Kramny zunächst als Interimstrainer die auf dem 16. Tabellenplatz stehende Bundesligamannschaft des VfB vom zuvor entlassenen Alexander Zorniger. Nachdem er mit der Mannschaft fünf Punkte in den letzten vier Spielen der Hinrunde geholt sowie das DFB-Pokal-Viertelfinale erreicht hatte, wandelte der VfB Stuttgart die bis 2017 laufende Vereinbarung mit Kramny in einen Cheftrainer-Vertrag um. Weil die Mannschaft trotz einer zwischenzeitlichen Siegesserie wieder auf den 17. Platz abstürzte und am 14. Mai 2016, dem letzten Spieltag, abstieg, endete sein Engagement vertragsgemäß. Kramny hatte damit in einer Saison zeitweilig zwei Mannschaften betreut, die am Saisonende abstiegen – die erste Mannschaft des VfB in die 2. Bundesliga, die zweite Mannschaft in die viertklassige Regionalliga Süd.
Vom 15. November 2016 bis zum 14. März 2017 war er Cheftrainer des Zweitligisten Arminia Bielefeld. Sein Vertrag lief zunächst bis Ende der Saison 2016/17, im Falle des Klassenerhaltes wäre der Vertrag eine weitere Saison gelaufen.
Am 16. Juli 2020 unterzeichnete Kramny einen Zweijahresvertrag als U19-Trainer im Nachwuchsleistungszentrum von Eintracht Frankfurt. Die Zusammenarbeit endete vertragsgemäß zum 30. Juni 2022.
Ende August 2024 wurde er als Nachfolger von Uwe Rapolder Trainer der TuS Mechtersheim.